# Jorge Giacinti
Jorge Alberto Giacinti (21 de junio de 1974, Almafuerte, Córdoba), es un ciclista argentino de ruta y pista.
Ganó el Tour de San Luis (Argentina, 2007), la Vuelta Ciclista del Uruguay (Uruguay, 1998, 2004 y 2023), la Vuelta al Estado de San Pablo (Brasil, 2005) la Vuelta a Porto Alegre (Brasil, 2005), Vuelta a Perú (Perú, 2007), Rutas de América (Uruguay, 2022).

## Palmarés
1997
- Campeonato de Argentina en Ruta

1998
- Vuelta Ciclista del Uruguay

1999
- Campeonato de Argentina en Ruta

2001
- Vuelta por un Chile Líder

2002
- 1 etapa de la Vuelta de Río de Janeiro

2004
- Vuelta Ciclista del Uruguay
- 1 etapa de la Vuelta de Río de Janeiro

2005
- Vuelta del Estado de San Pablo, más 1 etapa
- Vuelta de Porto Alegre, más 1 etapa

2006
- 1 etapa de la Vuelta por un Chile Líder

2007
- Tour de San Luis, más 1 etapa

2008
- 1 etapa de la Vuelta Ciclista del Uruguay
- 3.º en el Campeonato de Argentina Contrarreloj

2010
- 1 etapa del Giro del Interior de San Pablo
- 2.º en el Campeonato de Argentina Contrarreloj
- 1 etapa de la Vuelta de Paraná

2013
- 1 etapa de la Vuelta a Bolivia

2014
- 3.º en el Campeonato de Argentina Contrarreloj
- 2.º en el Campeonato de Argentina en Ruta

2018
- 2.º en el Campeonato de Argentina en Ruta

2022
- Rutas de América, más 1 etapa

2023
- Vuelta Ciclista del Uruguay

2024
- Vuelta Ciclista Chaná